# Baw Baw nationalpark
Baw Baw nationalpark är en nationalpark i Australien.   Den ligger i delstaten Victoria, i den sydöstra delen av landet, 400 kilometer sydväst om huvudstaden Canberra. Baw Baw nationalpark ligger 1 363 meter över havet.
Terrängen i Baw Baw nationalpark är kuperad västerut, men österut är den bergig. Baw Baw nationalpark ligger uppe på en höjd. Runt Baw Baw nationalpark är det mycket glesbefolkat, med 2 invånare per kvadratkilometer.. Närmaste större samhälle är Erica, 13,1 kilometer söder om Baw Baw nationalpark. 
I Baw Baw nationalpark växer i huvudsak städsegrön lövskog.